# Servaville-Salmonville
Servaville-Salmonville è un comune francese di 1 070 abitanti situato nel dipartimento della Senna Marittima nella regione della Normandia.

## Società

### Evoluzione demografica
Abitanti censiti